# Setuptools
Setuptools는 파이썬 표준 라이브러리 distutils를 개선하여 파이썬 프로젝트의 관리를 쉽게 하도록 설계된 패키지 개발 프로세스 라이브러리이다. 다음을 포함한다:
- 파이선 패키지 및 모듈 정의
- 배포 관리 메타데이터
- 테스트 훅(hook)
- 프로젝트 설치
- 플랫폼 특화 상세 정보
- 파이썬 3 지원

## 역사
2013년, Setuptools의 포크(fork)인 Distribute는 Setuptools 0.7에 병합되었다.

## 패키지 포맷
파이썬 Wheels'는 Eggs를 대체하였다.

## 같이 보기
- 소프트웨어 저장소